# 元禄快挙 大忠臣蔵 天変の巻・地動の巻
『元禄快挙 大忠臣蔵 天変の巻・地動の巻』（げんろくかいきょ だいちゅうしんぐら てんぺんのまき ちどうのまき）は、1930年（昭和5年）4月1日公開の日本映画である。日活製作・配給。監督・脚本は池田富保、主演は大河内傳次郎。モノクロ、スタンダード、サイレント、166分。
日活が毎年春・秋に製作した特作映画の1本で、日活の新旧スターの外、片岡千恵蔵プロダクション嵯峨野撮影所の俳優が全員出演した春季超特作。1925年（大正14年）公開の『荒木又右衛門』以来10本製作された超特作映画は本作でひとまず中止となった。

## スタッフ
- 監督・原作・脚本：池田富保
- 製作総指揮：池永浩久
- 撮影：酒井健三、中西与之助

## キャスト
- 大石内蔵助：大河内傳次郎
- 浅野内匠頭：片岡千恵蔵
- 茅野三平：沢田清
- 立花左近：山本嘉一
- おりく：酒井米子
- 瑤泉院：梅村蓉子
- お勝：伏見直江
- 苅藻太夫：瀧花久子
- 棟梁の娘・お艶：桜井京子
- 棟梁藤兵衛：小川隆
- 武林唯七：清川荘司
- 片岡源五右衛門：光岡龍三郎
- 堀部安兵衛：鳥羽陽之助
- 神崎与五郎：楠英二郎
- 吉良上野介：三桝豊
- 間重次郎：南部章三
- 清水一角：高木永二
- 将軍綱吉公：谷幹一
- 僧良雪：村田宏寿
- 糟谷平馬：田村邦男
- 阿部道十郎：大崎史郎
- 脇坂淡路守：金平軍之助
- 不破数右衛門：新妻英助
- 村上喜剣：市川小文治
- 小林平八郎：尾上華丈
- 仲間幸助：尾上桃華
- 仲間頭作右エ門：葛木香一
- 俵星玄蕃：高勢実
- 中村勘助：久米譲
- 岡野九十郎：永井寛二郎
- 速水藤左衛門：浅香新八郎
- 和久半太夫：寺島貢
- 岡島八十右衛門：瀬川銀潮
- 三村治郎左衛門：森田肇
- 伊達左京亮：市川婦久之助
- 大石主税：潮万太郎
- 原惣右衛門：瀬川路三郎
- 吉田忠左衛門：香川良介
- 玉虫七郎右衛門：林誠之助
- 茅野三郎右衛門：実川延一郎
- 柳沢出羽守：山田純三郎
- 芝山甚兵衛：磯川元春
- 間瀬久太夫：嵐珏松郎
- 間喜左衛門：嵐亀三郎
- 堀部弥兵衛：尾上卯多五郎
- 大野九郎兵衛：阪東巴左衛門
- 小野寺十内：嵐璃左衛門
- 奥野将監：中村紅果
- 大高源五：島田文郎
- 藤井又左衛門：伴淳三郎
- 前原伊助：刀根正
- 相模屋清兵衛：葉山富之輔
- 茶坊主松竹：磯川金之助
- 重吉：尾上助三郎
- 雛菊：山田五十鈴
- 重次郎の妻お貞：沢村春子
- 深雪太夫：川上弥生
- 戸田局：常盤操子
- 侍女お梅：衣笠淳子
- 武林の母千代子：小松みどり
- 愛妾おかの：吉野朝子
- 平八郎の妻：滝沢静子